# Gustav Albert Schwalbe
Gustav Schwalbe (Quedlinburg, 1º agosto 1844 – Strasburgo, 23 aprile 1916) è stato un antropologo tedesco.
Laureatosi a Berlino nel 1866, venne nominato straordinario a Lipsia, poi, nel 1879 succedeva a Karl Gegenbaur nella cattedra di anatomia di Jena.
Schwalbe è ricordato per i suoi studi sull'uomo primitivo; considerò l'uomo di Neanderthal un antenato diretto dell'uomo moderno e scrisse un notevole trattato sull'uomo di Giava, appena venne scoperto da Eugène Dubois.
Nel 1869 Schwalbe iniettò il colorante blu Berlino nella membrana subaracnoidea di un cane al fine di dimostrare che il sistema linfatico era collegato ai fluidi cerebrospinali. Questi spazi subaracnoidei presero il nome di spazi di Schwalbe.
Diede anche il nome al nucleo di Schwalbe (nucleo vestibolare mediale) e alla linea anatomica che localizzò sulla superficie posteriore dell'occhio, detta linea di Schwalbe.
Inoltre elaborò un metodo di misurazione del cranio sulla base del quale è sorta la craniometria.

## Lavori e studi
- Lehrbuch der Neurologie - Manuale di neurologia, del 1881.
- Ueber die Kaliberverhältnisse der Nervenfasern, - Sulle condizioni di equilibrio delle fibre nervose, del 1882.
- Lehrbuch der Anatomie der Sinnesorgane - Manuale sull'anatomia degli organi di senso, del 1886.
- Studien über Pithecanthropus erectus - Studio sul Pithecantropus erectus, del 1899.
- Der Neander Schädel - Il cranio dell'uomo di Neanderthal del 1901.
- Vorgeschichte der Menschen - Preistoria degli uomini, del 1903.